# مجتبی فداء
مجتبی فداء (زادهٔ ۱۳۴۲) سرتیپ سپاه پاسداران انقلاب اسلامی است، که هم‌اکنون فرماندهی سپاه صاحب‌الزمان اصفهان را برعهده دارد.
وی فعالیت نظامی را در سال ۱۳۶۰ در سپاه اصفهان آغاز کرد و در خلال جنگ ایران و عراق از اعضای لشکر ۱۴ امام حسین بود. او پس از جنگ در جایگاه‌هایی چون فرمانده تیپ کاشان، معاون هماهنگ‌کننده و جانشین لشکر ۱۴ امام حسین، همچنین معاون عملیات قرارگاه حمزه سیدالشهدا فعالیت نمود.
فداء از ۱۳۸۷ تا ۱۳۹۰ معاون هماهنگ‌کننده سپاه صاحب‌الزمان اصفهان بود، در فاصله سالهای ۱۳۹۰ تا ۱۳۹۸ جانشینی فرمانده سپاه صاحب‌الزمان اصفهان را برعهده داشت و از تیرماه ۱۳۹۸ فرمانده سپاه صاحب‌الزمان است. وی در سال ۱۴۰۱ درجه سرتیپی دریافت کرد. او در سال ۱۴۰۲ به‌دلیل نقض حقوق شهروندان ایرانی توسط وزارت خزانه‌داری آمریکا و اتحادیه اروپا تحریم شد.